# Labicymbium avium
Labicymbium avium är en spindelart som beskrevs av Alfred Frank Millidge 1991. Labicymbium avium ingår i släktet Labicymbium och familjen täckvävarspindlar.
Artens utbredningsområde är Ecuador. Inga underarter finns listade i Catalogue of Life.